# تهدید سه‌گانه (فیلم ۱۹۴۸)
تهدید سه‌گانه (به انگلیسی: Triple Threat) یک فیلم سینمایی درام ورزشی آمریکایی محصول سال ۱۹۴۸ به کارگردانی ژان یاربرو و تهیه کنندگی سام کاتزمن و بازیگری گلوریا هنری است.

## بازیگران
- گلوریا هنری در نقش روت نولان
- ریچارد کرین در نقش دون ویتنی
- مری استوارت در نقش ماریان رادرفورد
- پت فلان در نقش جو نولان
- جان لیتل در نقش مربی اسنایدر

## ساخت فیلم
انتخاب بازیگر گلوریا هنری به عنوان بازیگر فیلم در ژوئیه ۱۹۴۸ اعلام شد.
تعدادی از فوتبالیست‌های آن دوره از جمله سامی باوگ، پل کریستمن، سید لاکمن، چارلی تریپی ، استیو ون بورن و باب واترفیلد در فیلم ظاهر شدند.